# Universidade São José de Beirute
A Universidade São José de Beirute (em francês: Université Saint-Joseph de Beyrouth) é uma instituição de ensino superior privada localizada em Beirute, no Líbano. Foi fundada por jesuítas em 1875, sendo hoje uma das mais importantes e a segunda mais antiga universidade ainda em funcionamento do país. Suas faculdades de Medicina e Direito são as  mais prestigiadas do país.
Sete presidentes do Líbano graduaram-se na Universidade São José de Beirute: Camille Chamoun, Charles Helou, Elias Sarkis, Amine Gemayel, René Moawad, Bachir Gemayel e Elias Hrawi.

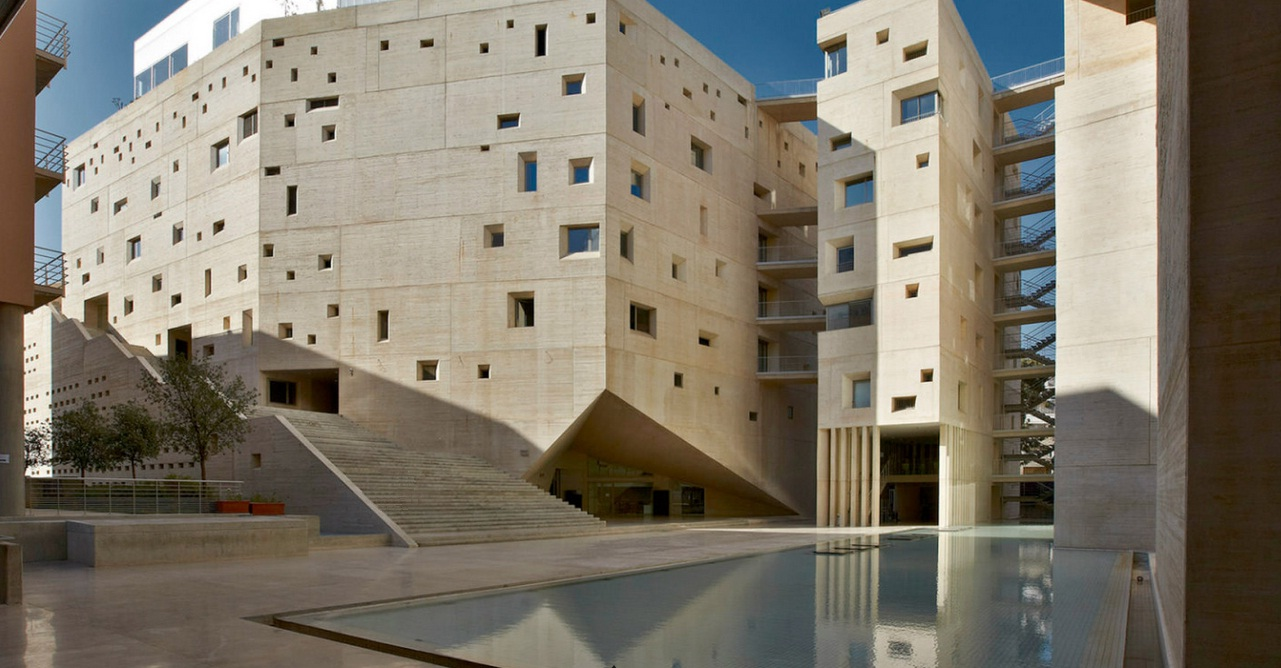
Universidade São José de Beirute.